# La Victoria (Nariño)
La Victoria es un corregimiento del departamento de Nariño, bajo jurisdicción del municipio de Ipiales. Se encuentra ubicado al suroriente del departamento, muy cerca de la frontera con la República de Ecuador.

## Geografía
La extensión del corregimiento abarca aproximadamente el 80% del municipio de Ipiales.
Limita al occidente con el área de la cabecera municipal, y al oriente con el corregimiento Jardines de Sucumbíos.
Su centro poblado pasa la Ruta Nacional 8, la cual comunica a Ipiales con Orito (Putumayo).

## Historia
Este centro poblado nació a causa de la ratificación de los límites de Colombia con Ecuador. El centro poblado El Pún (hoy El Carmelo) pasó a manos ecuatorianas, por lo cual las autoridades colombianas crearon el pueblo de La Victoria al norte del río Pun.